# Осиповичская ГЭС
Осиповичская ГЭС — малая гидроэлектростанция в Беларуси. Расположена в Осиповичском районе Могилёвской области на реке Свислочь, работает на сбросе Осиповичского водохранилища.
Введена в эксплуатацию 23 ноября 1953, выработку электроэнергии не прекращала. Проектная мощность 2175 кВт. Обычная мощность 1200 кВт. Годовая выработка электроэнергии — около 10 млн кВт·ч, что достаточно для обеспечения социально-бытовой потребности в электроэнергии города Осиповичи. Строительство началось в ноябре 1946 г. ГЭС имеет три турбины мощностью 725 кВт каждая. Перепад высот между бьефами колеблется около 6,5 метров. Обычно работают две турбины, третья включается во время наводнения или большого количества осадков. Обслуживает ГЭС 14 человек.